# Värö kyrka
Värö kyrka är en kyrkobyggnad som sedan 2014 tillhör Värö-Stråvalla församling (tidigare Värö församling) i Göteborgs stift. Kyrkan är belägen nära samhället Väröbacka i Varbergs kommun.

## Historia
På platsen fanns tidigare en medeltida romansk stenkyrka. Den förlängdes 1776 och fick ny sakristia. Ett torn tillbyggdes 1826. Vid en besiktning 1850 konstaterades att byggnaden hade stora brister som inte kunde åtgärdas och att den därtill var otillräcklig i storlek. Beslut fattades därför om att bygga en ny kyrka och den gamla revs 1855.

## Kyrkobyggnad
Församlingen ansökte och beviljades rikskollekt som bidrag till nybygget. En till Överintendentsämbetet insänd ritning underkändes. Efter en kompromiss antogs ritningen utförd av ämbetets arkitekt Emil Edvard von Rothstein, fast man lyckades få bibehålla tornet och en sakristia bakom altaret. Byggnaden godkändes vid syn 1857 och invigningen ägde rum den 12 augusti 1860.
Ett långhus med halvrund koravslutning hade uppförts i sten nyklassicistisk stil och med en grovt spritputsad fasad. Den gamla kyrkans stentorn med sin rundade huv och öppna lanternin införlivades med den nya byggnaden. Kyrkan har entréer mot norr, öster och söder. Exteriören är oförändrad sedan byggnadstiden och har rundbågiga fönster med gråmålade spröjsar.
Den konstnär som ursprungligen färgsatte kyrkorummets inredning var Johan Henrik Ruthenbeck från Uddevalla. Kyrkan genomgick 1897 en omfattande restaurering under ledning av Adrian C. Peterson och ommålning 1932.

## Inventarier
- Dopfunten i mässing från den senare hälften av 1700-talet inköptes 1784 till den gamla kyrkan.
- Dopskålen i nysilver är från 1890.
- Altaruppsatsen, som består av ett förgyllt krucifix, är utförd 1855 av Johannes Johansson i Mjöbäck. Bakom korset finns en målning utförd 1897 av Teodor Wallström med motiv från Jerusalem.
- På altaret står två ljusstakar från början av 1600-talet.
- Predikstolen med tillhörande ljudtak är snidad omkring 1855.
- Bänkinredningen härrör från 1897.
- 1980–1981 konserverades en predikstol från 1600-talet och sattes upp i vapenhuset jämte en altartavla från den gamla kyrkan.

### Klockor
- Storklockan är gjuten 1878. Diameter: 125 cm. Vikt: 1230 kg.
- Lillklockan från 1975 har diametern 103 cm. Vikt: 730 kg.
- Den gamla lillklockan var gjuten 1749, men fick ersättas 1975 då den hade spruckit. Dess diameter är 97 cm och vikten 580 kg, den hänger sedan 1975 i vapenhuset.

### Orglar

#### Läktarorgel
- Den första orgel som omnämns var byggd 1673 i Hamburg och skänktes av amiralen Nils Hansson (Cornelius Johansson). Orgeln reparerades 1731. 1765 togs orgelverket ned.[1]
- 1778 byggde Lars Strömblad en orgel.
- 1860 byggde Johan Ferdinand Ahlstrand i Istorp en orgel med 20 stämmor.
- 1947 byggdes den nuvarande orgeln av Hammarbergs Orgelbyggeri AB, Göteborg, renoverad 1984 av Lindegren Orgelbyggeri AB, Göteborg, och 2001 av Tostareds Kyrkorgelfabrik. Det mekaniska instrumentet har 26 stämmor fördelade på två manualer och pedal.[2]

| Huvudverk I   | Svällverk II      | Pedal         | Koppel |
| Principal 8´  | Rörflöjt 8´       | Subbas 16´    | I/P    |
| Gedakt 8'     | Principal 4'      | Principal 8'  | II/P   |
| Octava 4'     | Waldflöjt 4'      | Gedakt 8'     | II/I   |
| Flöjt 4'      | Nasat 2 2/3'      | Octava 4'     |        |
| Kvinta 2 2/3' | Gemshorn 2'       | Kvintadena 2' |        |
| Octava 2'     | Ters 1 3/5'       | Fagott 16'    |        |
| Cornette 4 k  | Octava 1'         | Skalmeja 4'   |        |
| Mixtur 4 k    | Scharf 3 k        |               |        |
| Dulcian 16'   | Regal 8'          |               |        |
| Trumpet 8'    | Crescendosvällare |               |        |

#### Kororgel
Sedan 1988 finns även en kororgel byggd av Tostareds kyrkorgelfabrik, Tostared med sju stämmor fördelade på manual och pedal. Orgeln är mekanisk.
| Manual            | Pedal      | Koppel  |
| Gedakt 8´         | Subbas 16´ | Man/Ped |
| Principal 4'      |            |         |
| Rörflöjt 4'       |            |         |
| Gemshorn 2'       |            |         |
| Kvinta 1 1/3'     |            |         |
| Sesquialtera 2 k  |            |         |
| Crescendosvällare |            |         |

## Bilder

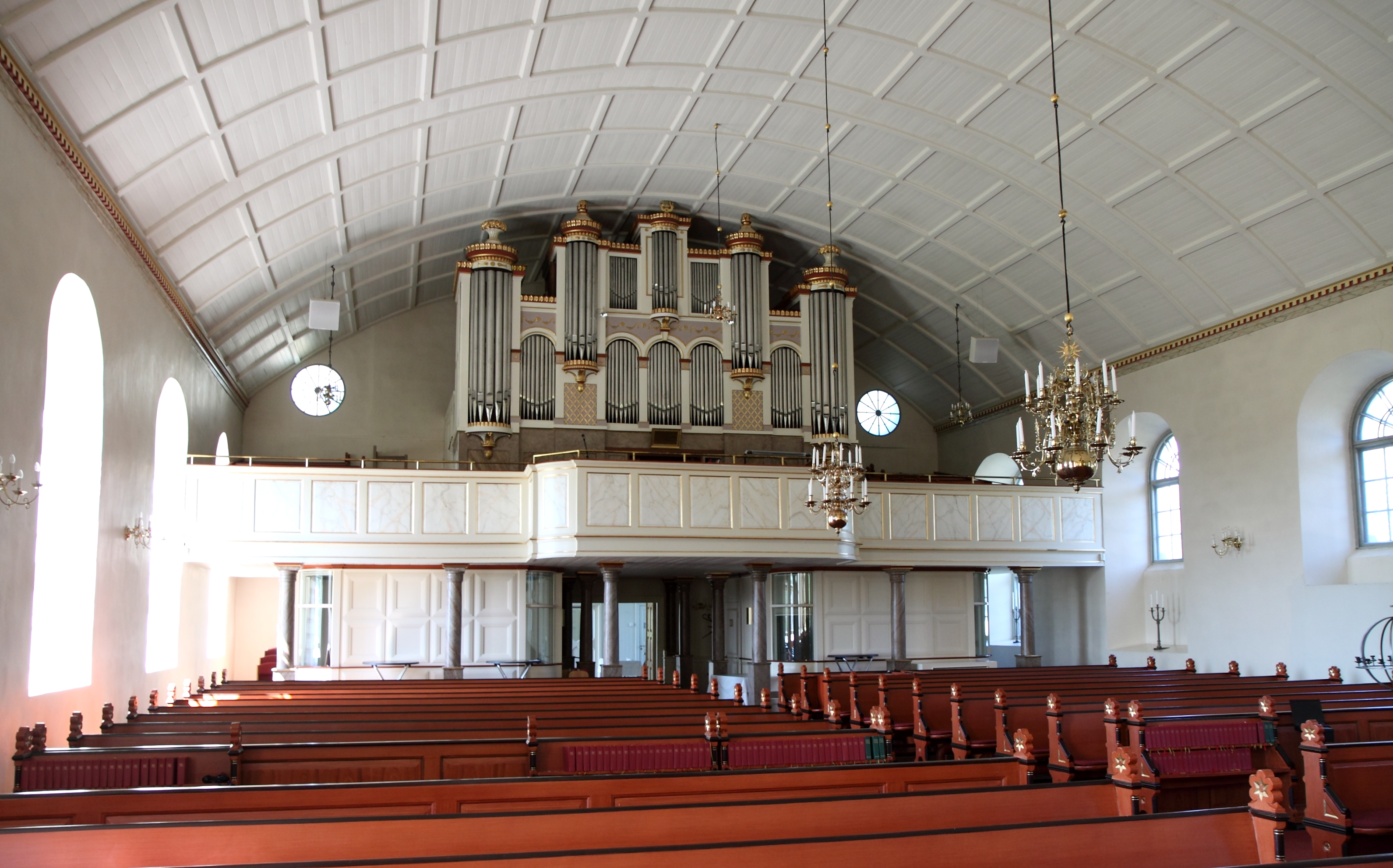
Interiör mot orgelläktaren
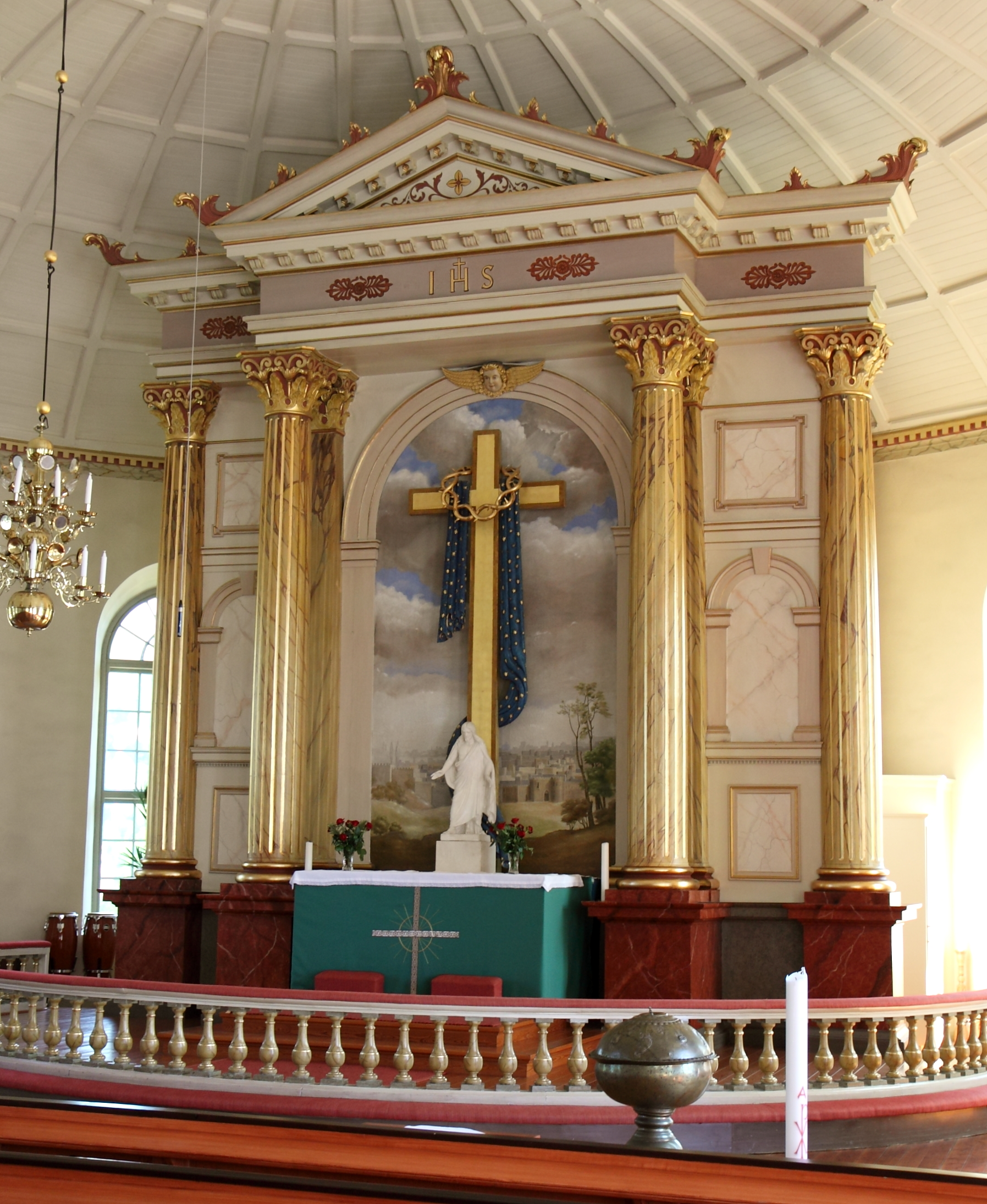
Altaruppsatsen
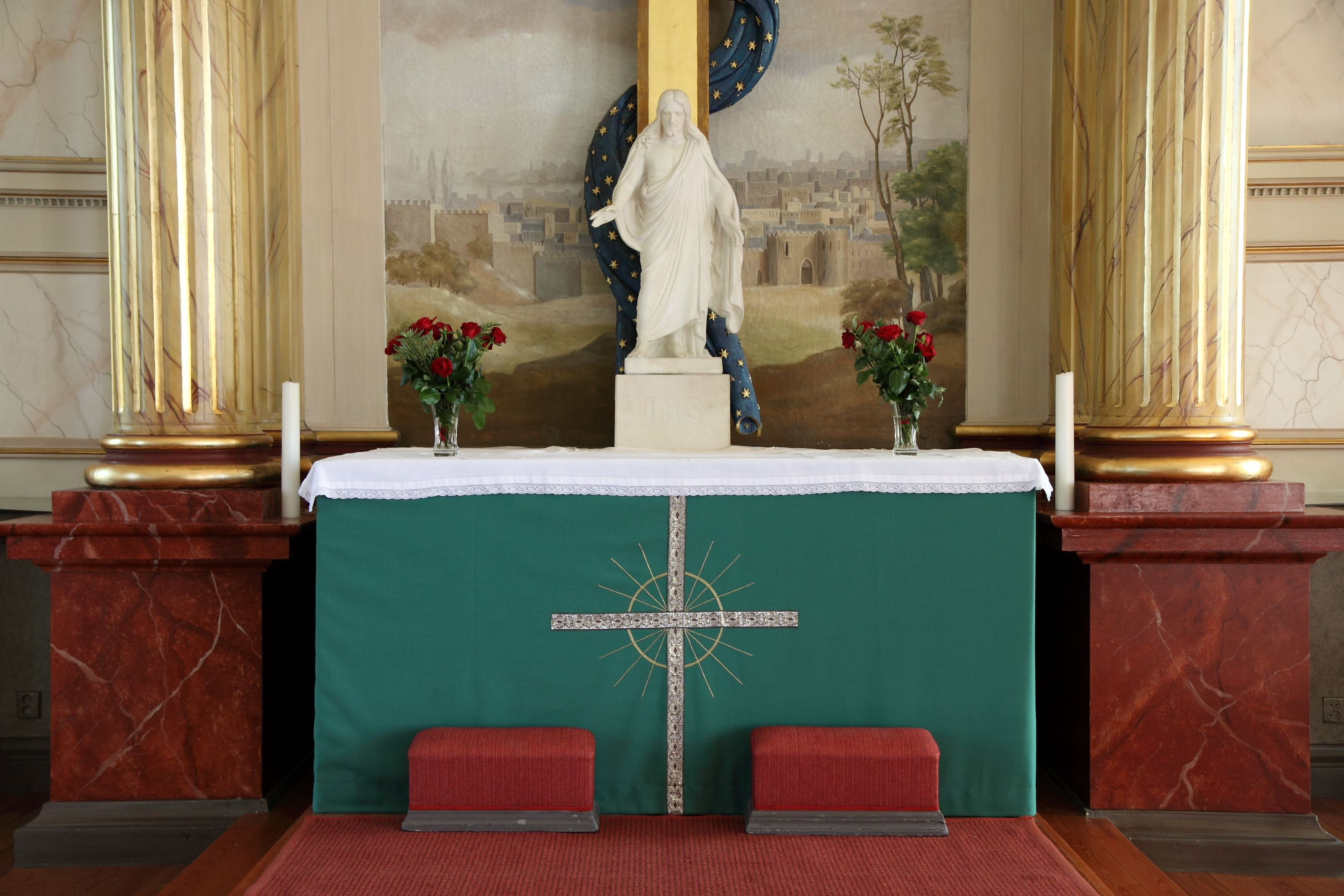
Altaret
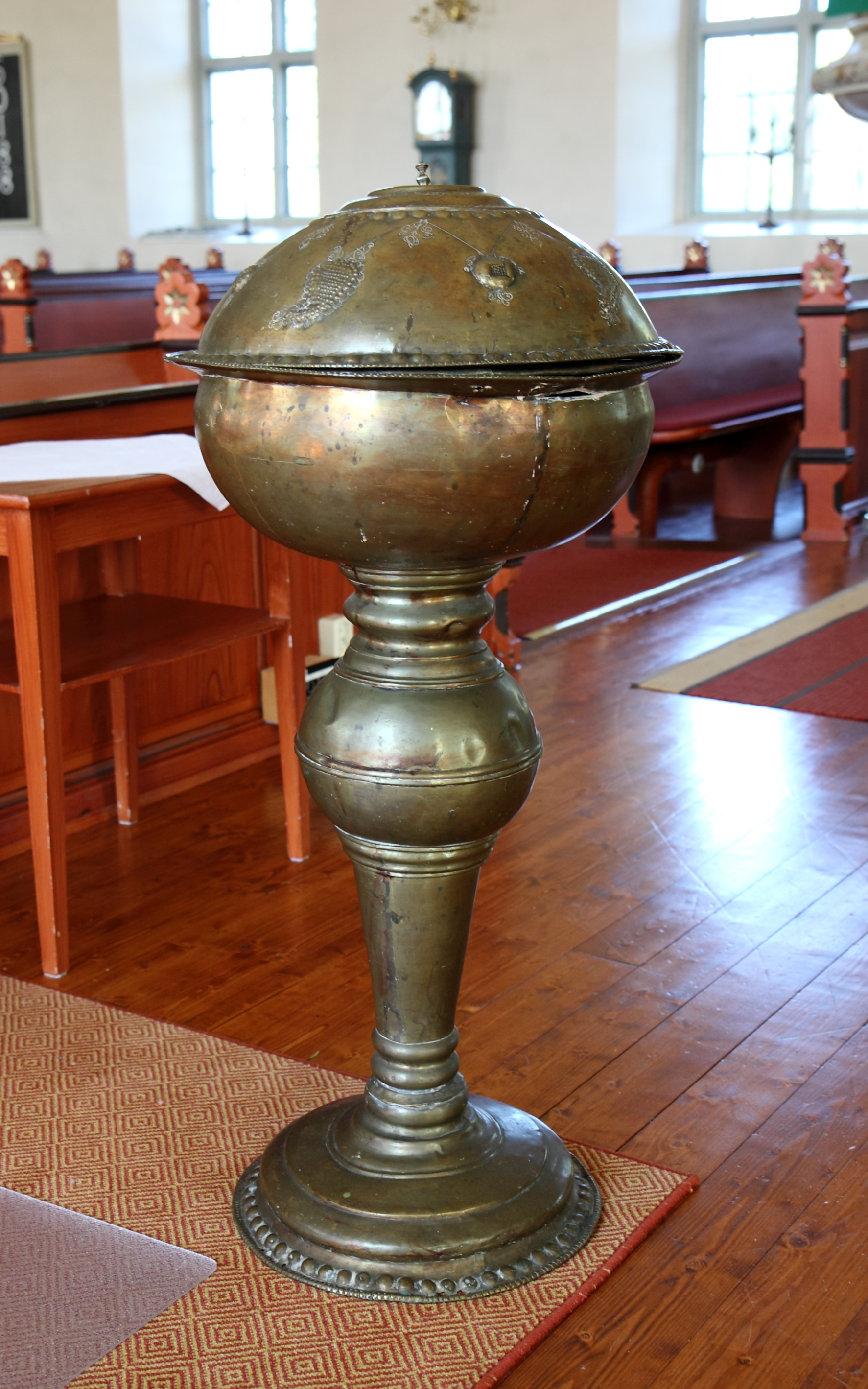
Dopfunten
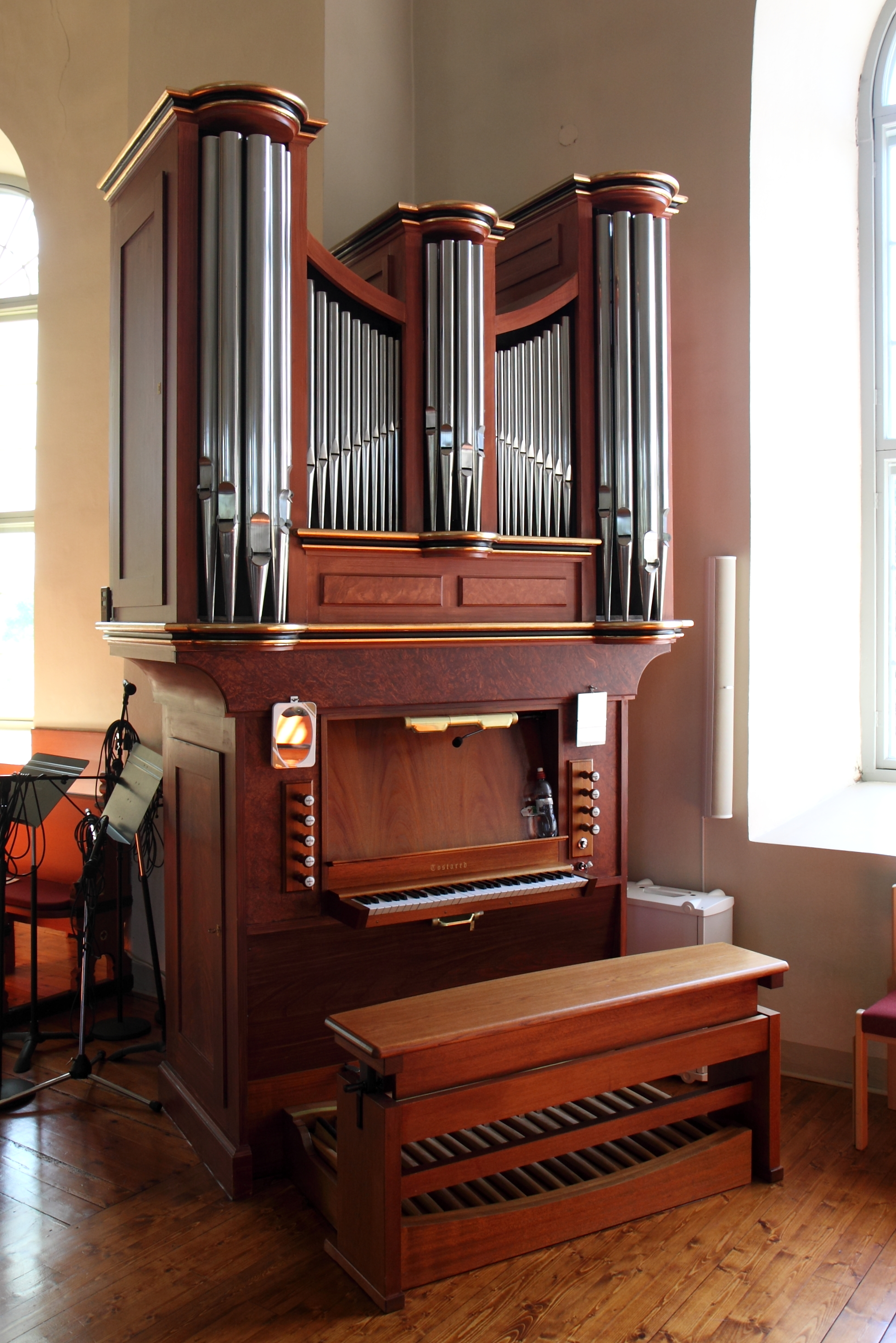
Kororgeln
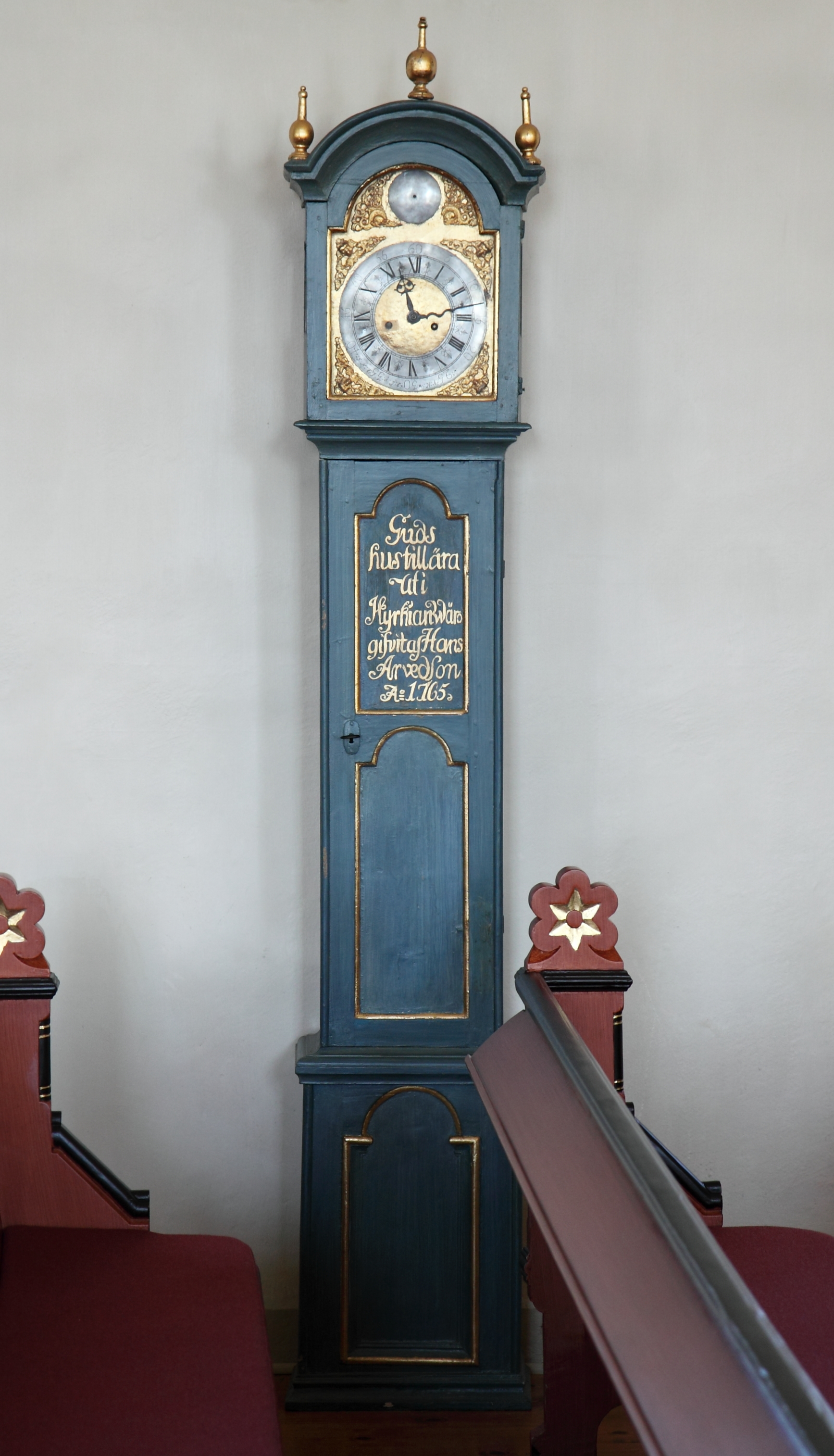
Golvur
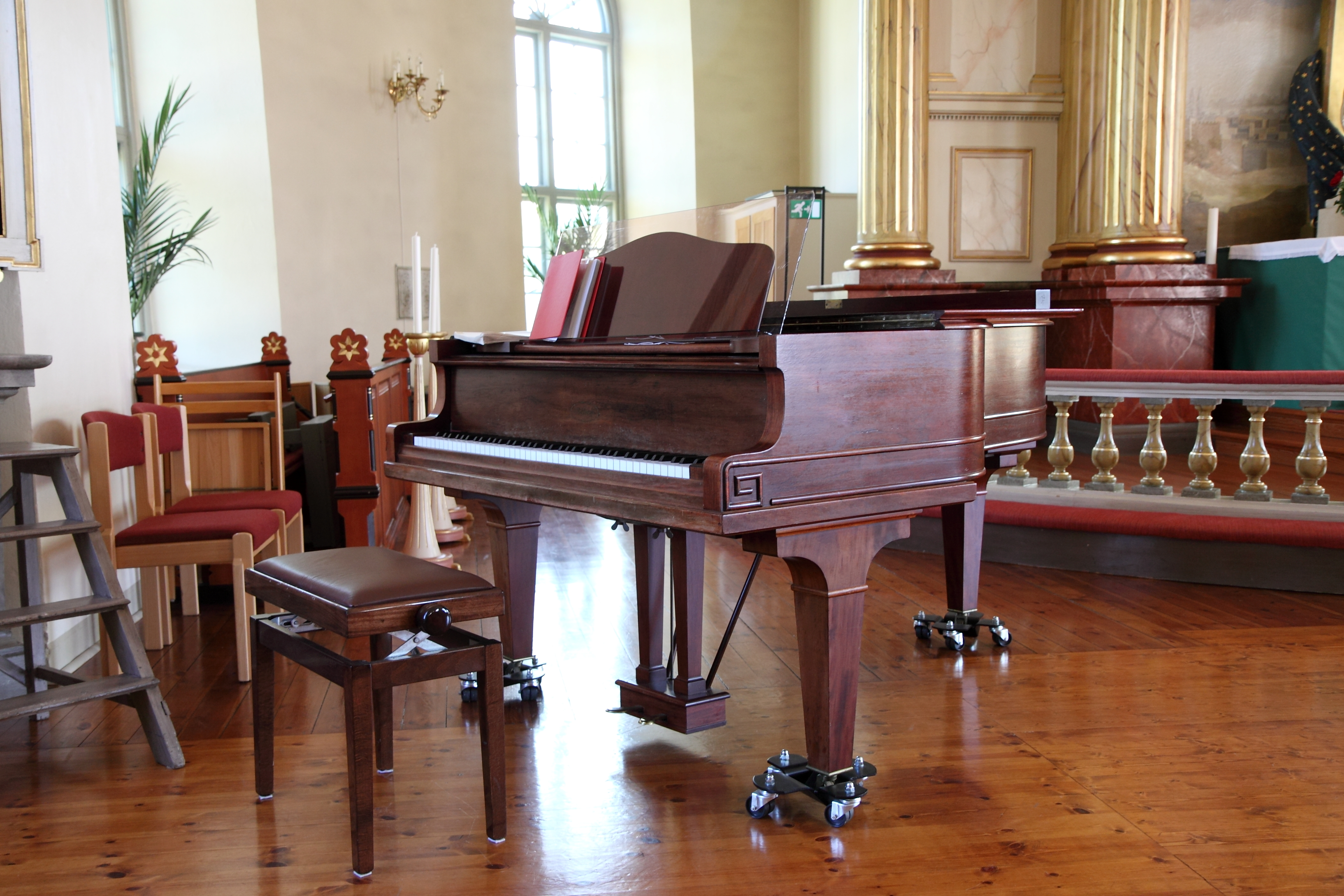
Flygel i koret
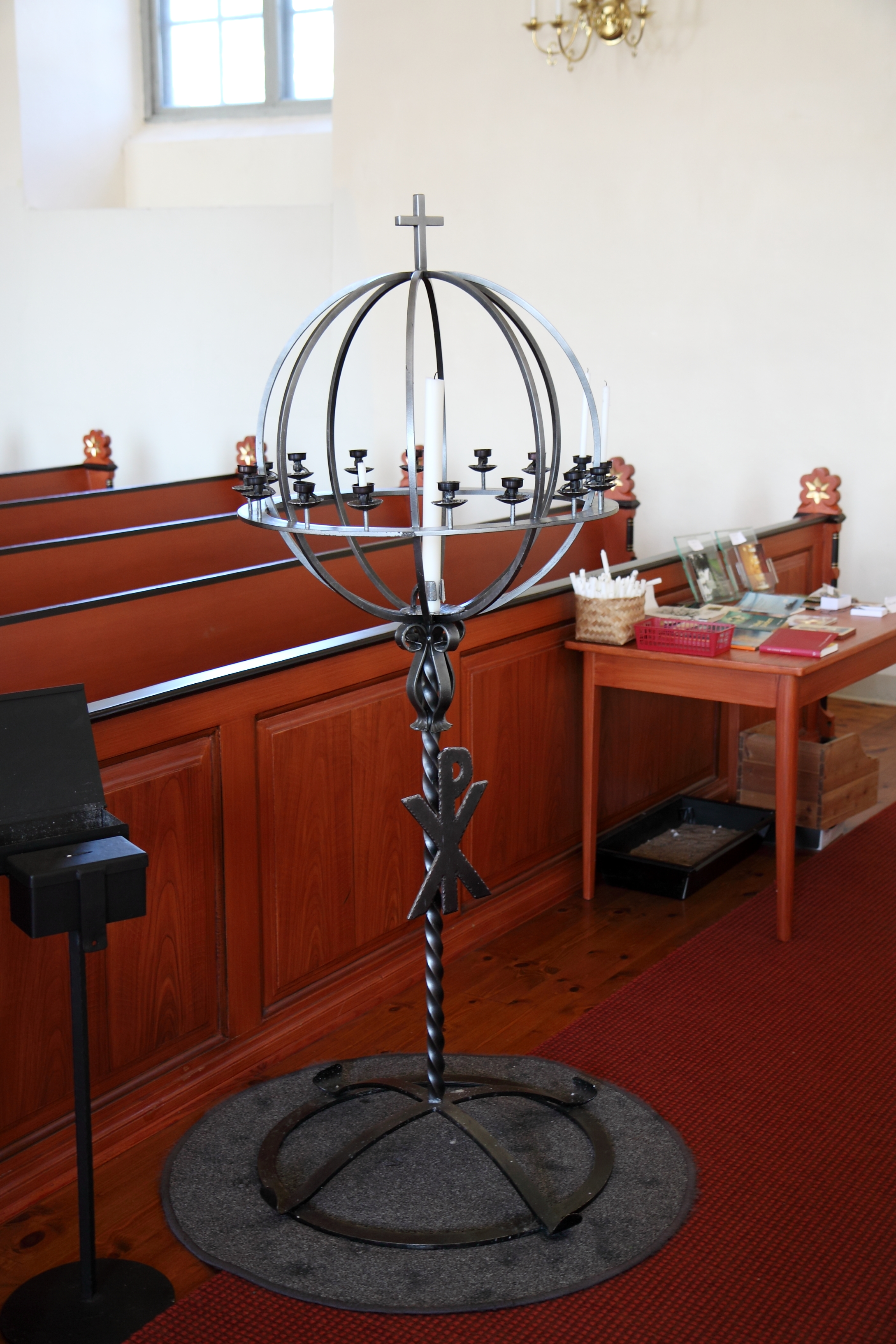
Ljusbärare
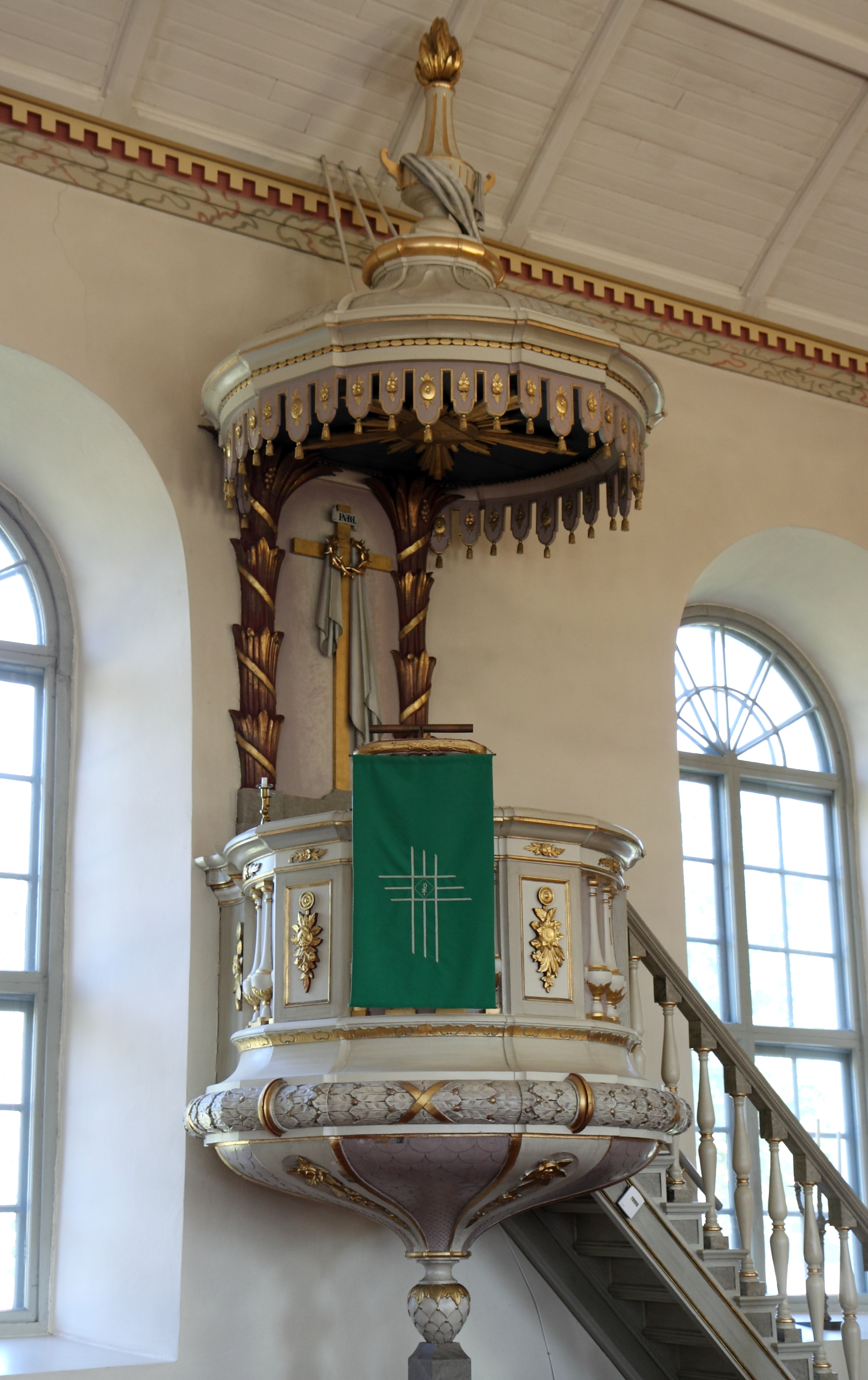
Predikstolen
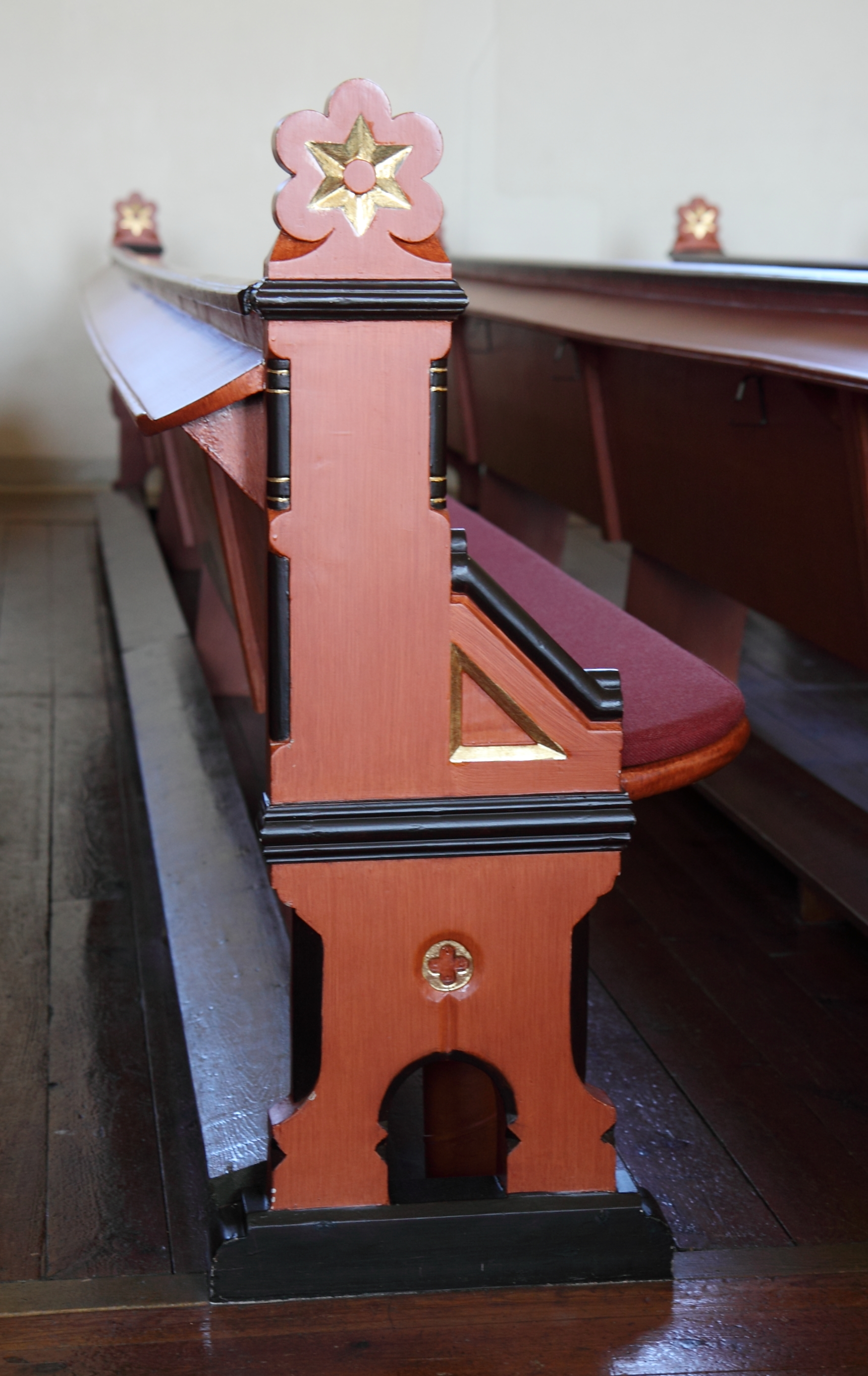
Bänkgavel
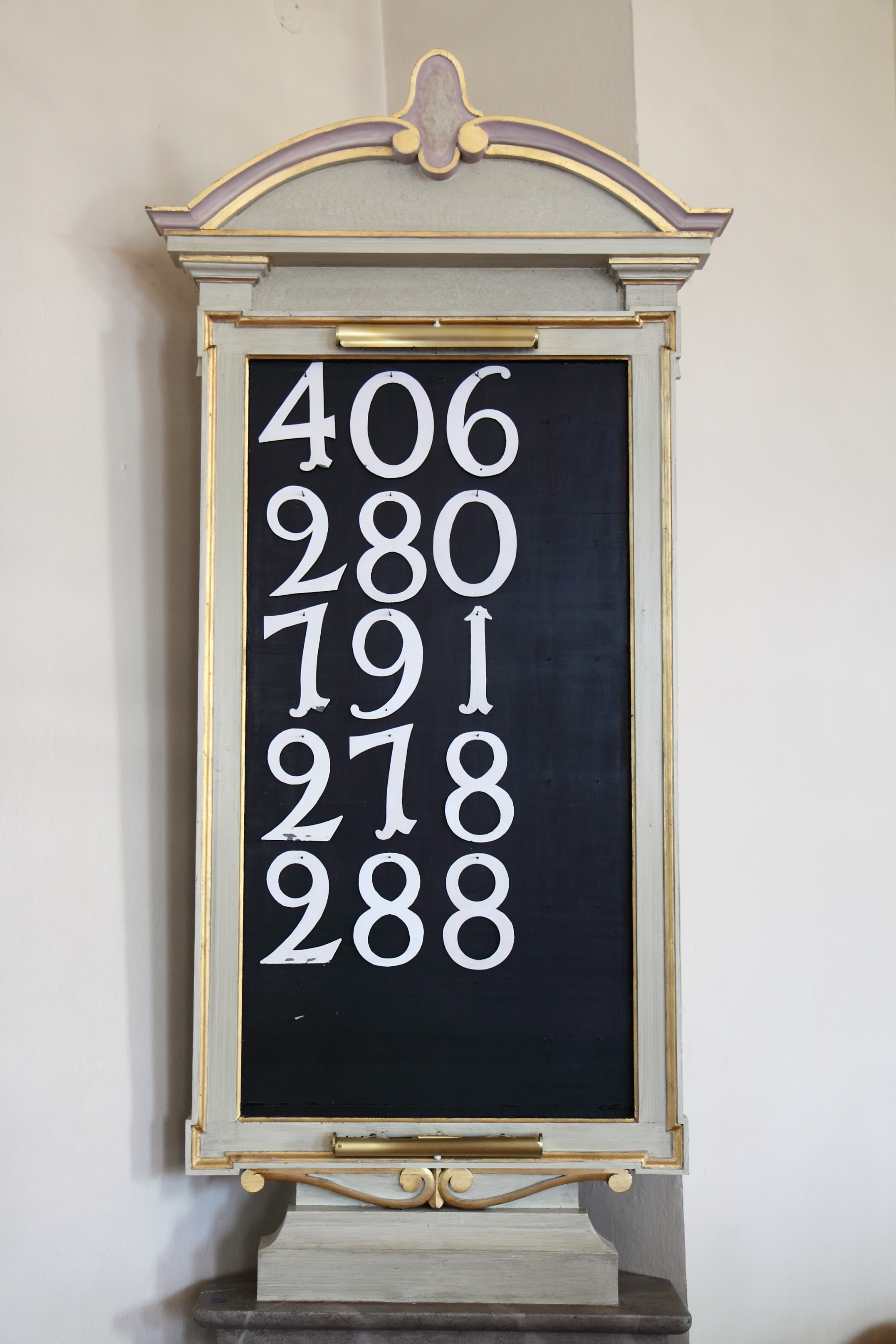
Nummertavla
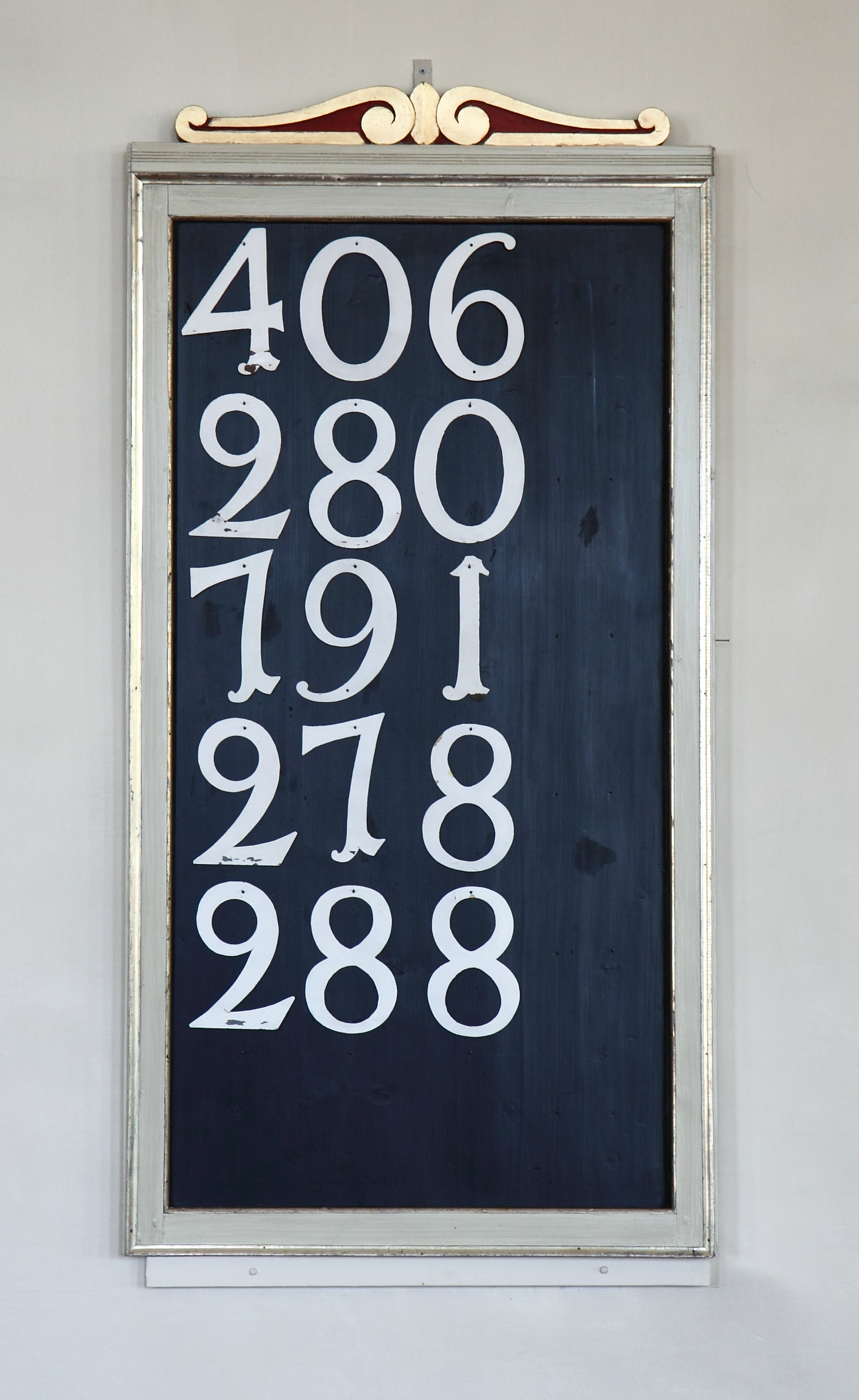
Nummertavla
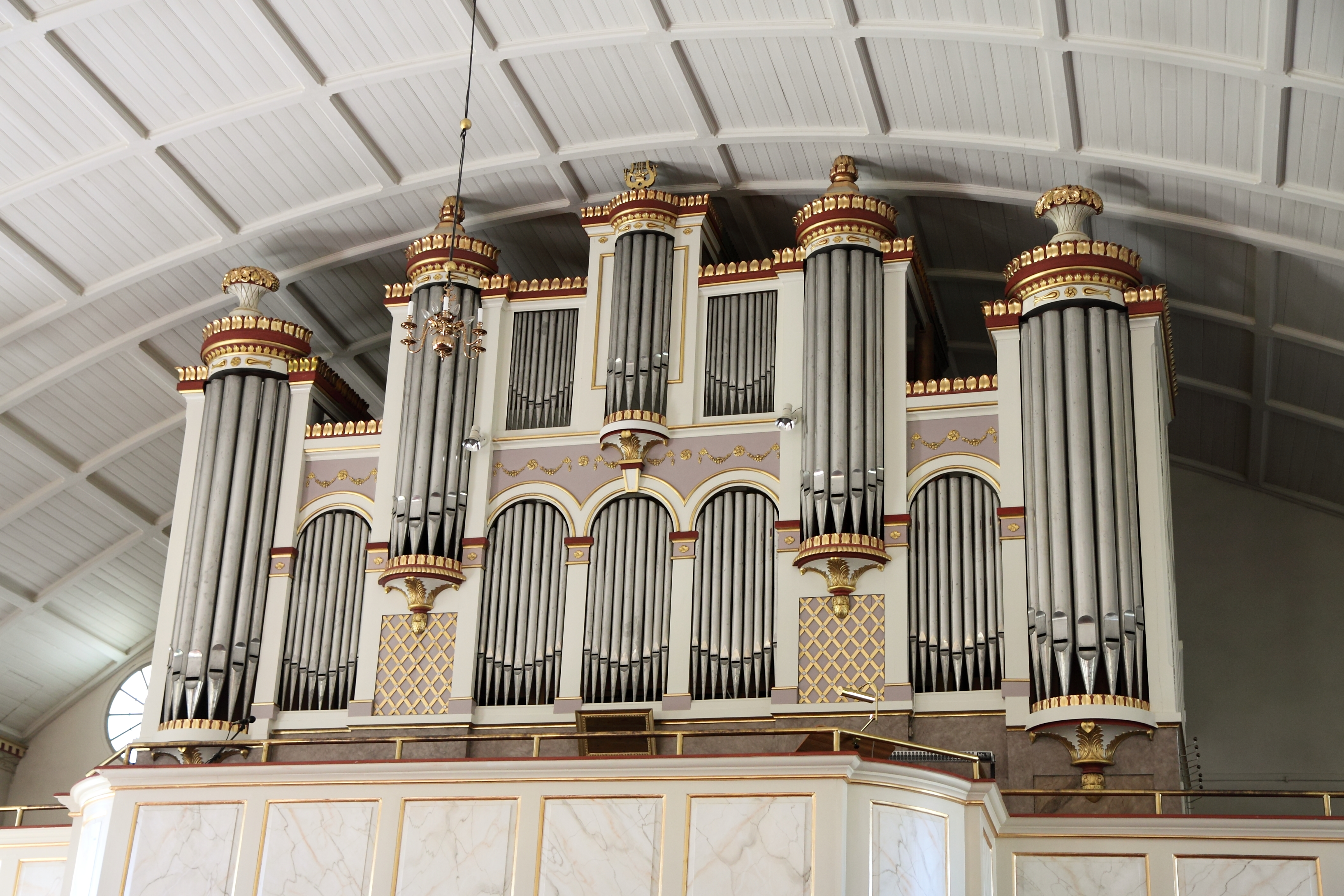
Läktarorgelns fasad från 1860
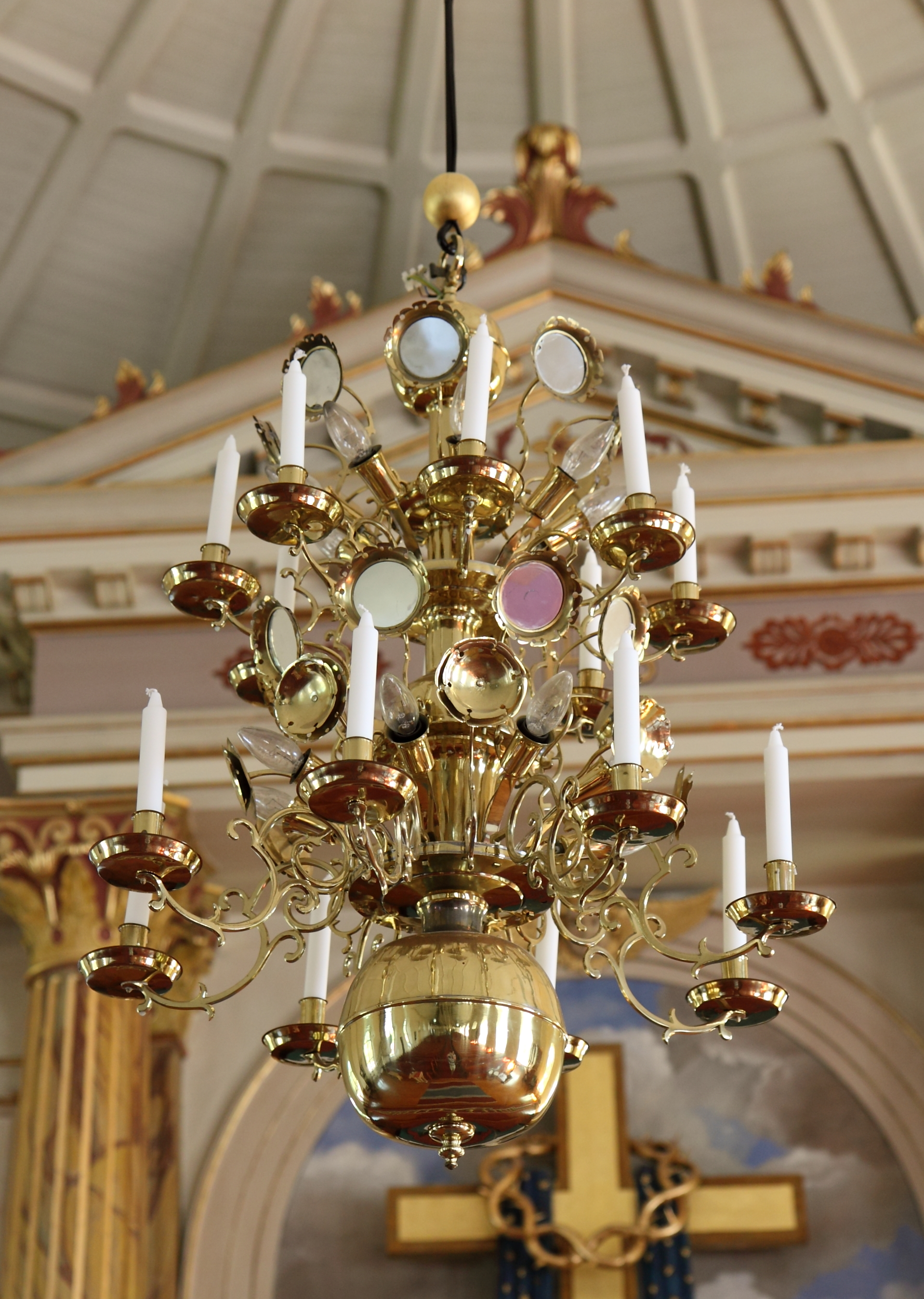
En av ljuskronorna
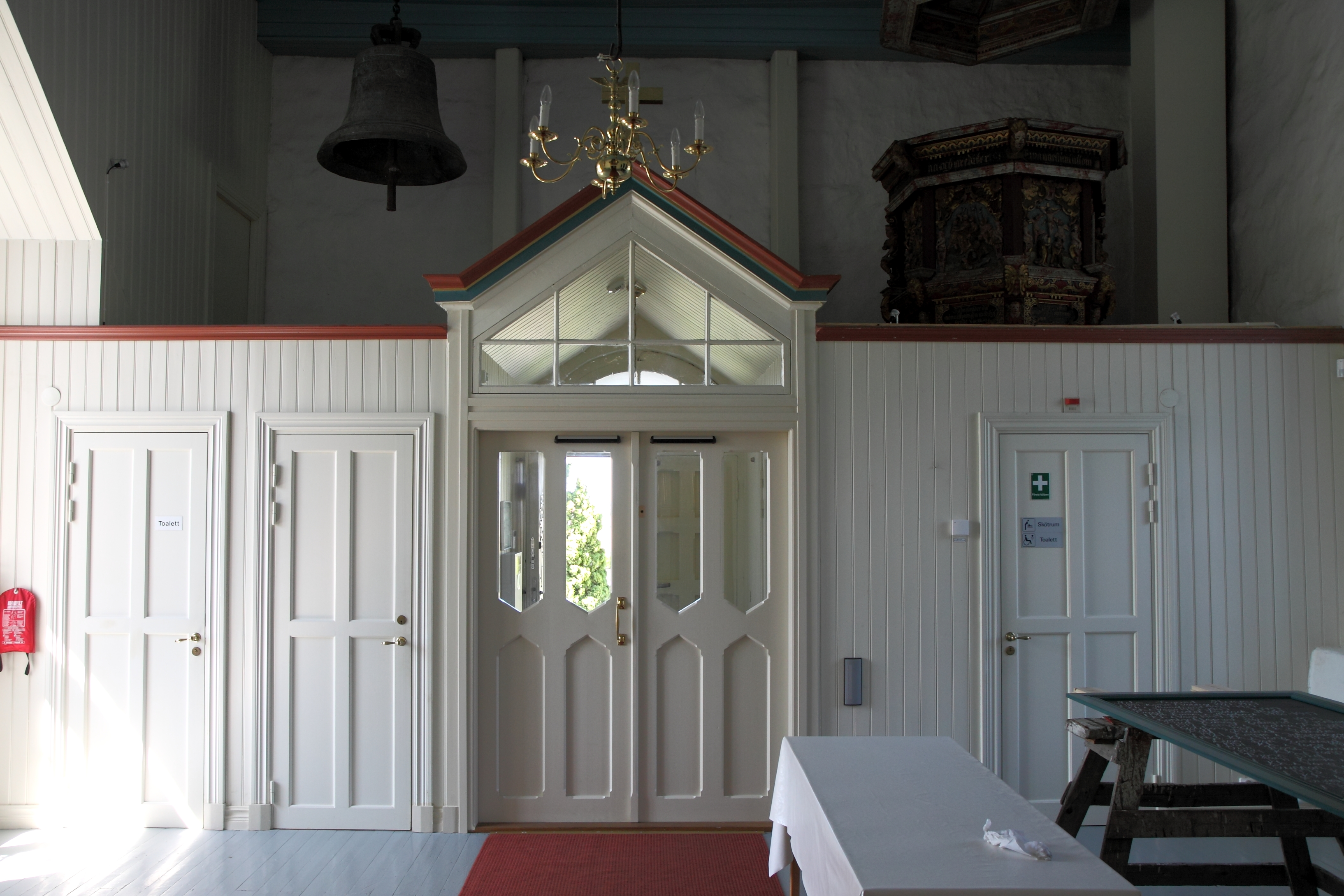
Interiör av vapenhuset
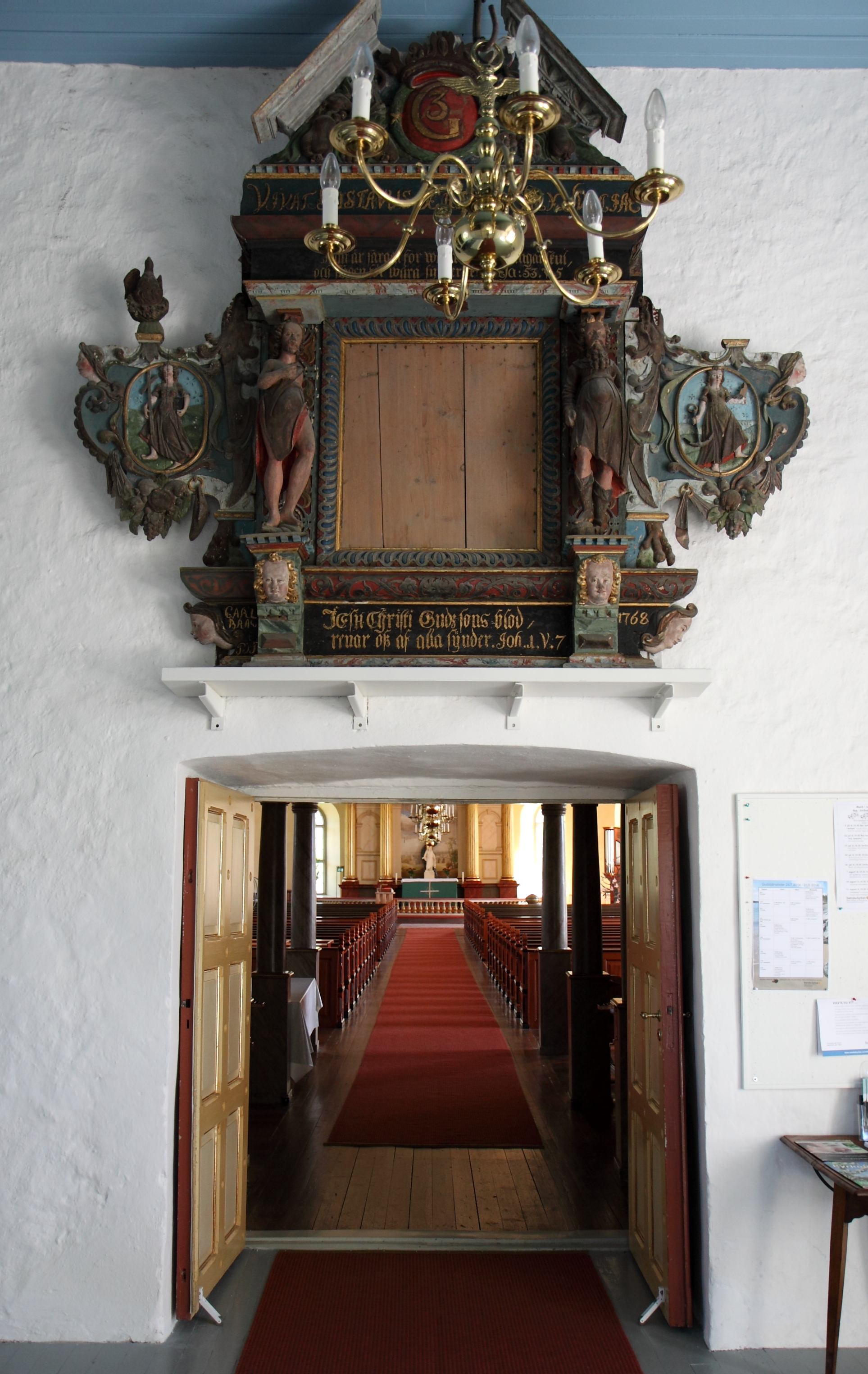
Interiör av vapenhuset
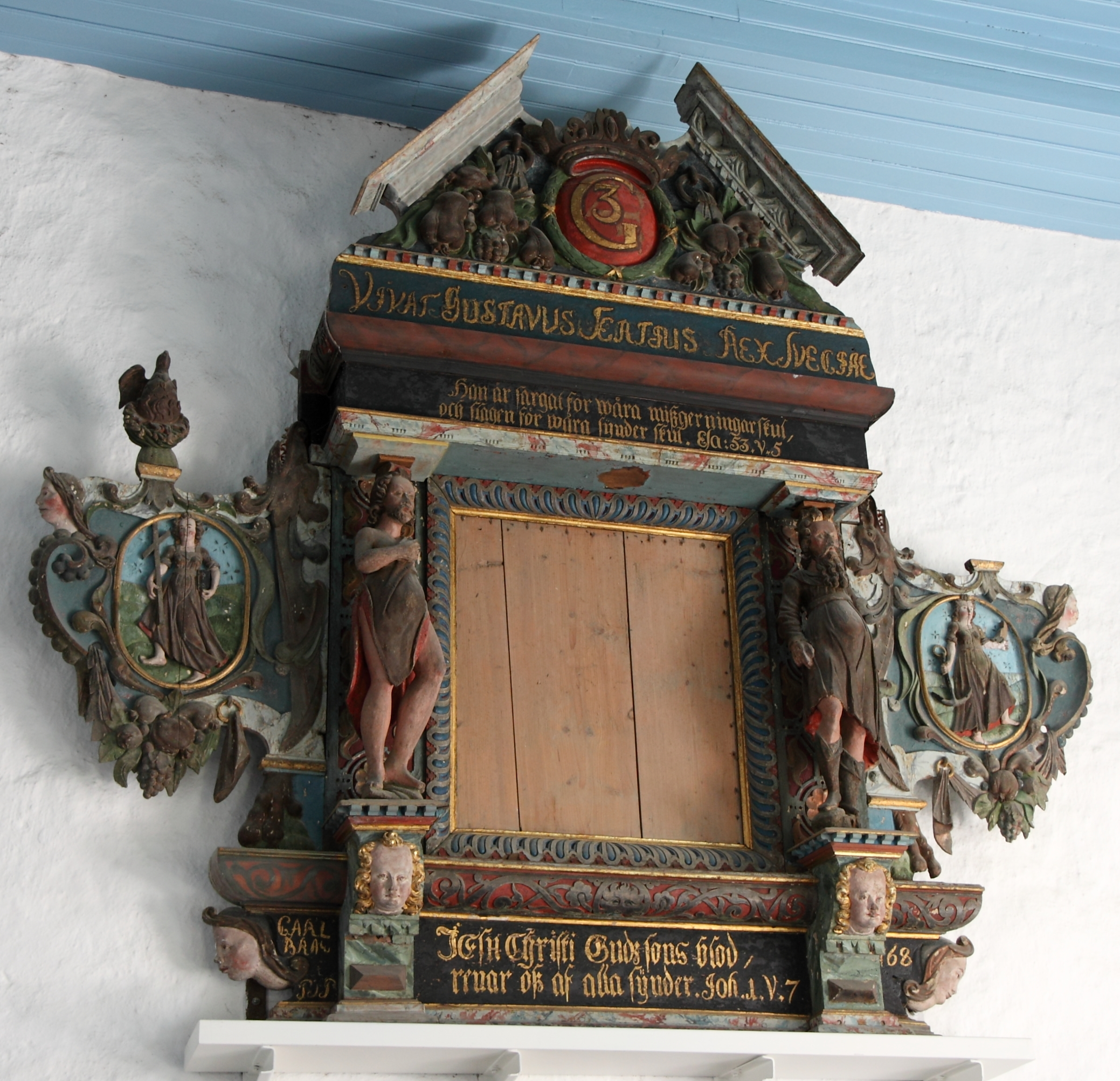
Äldre altaruppsats i vapenhuset
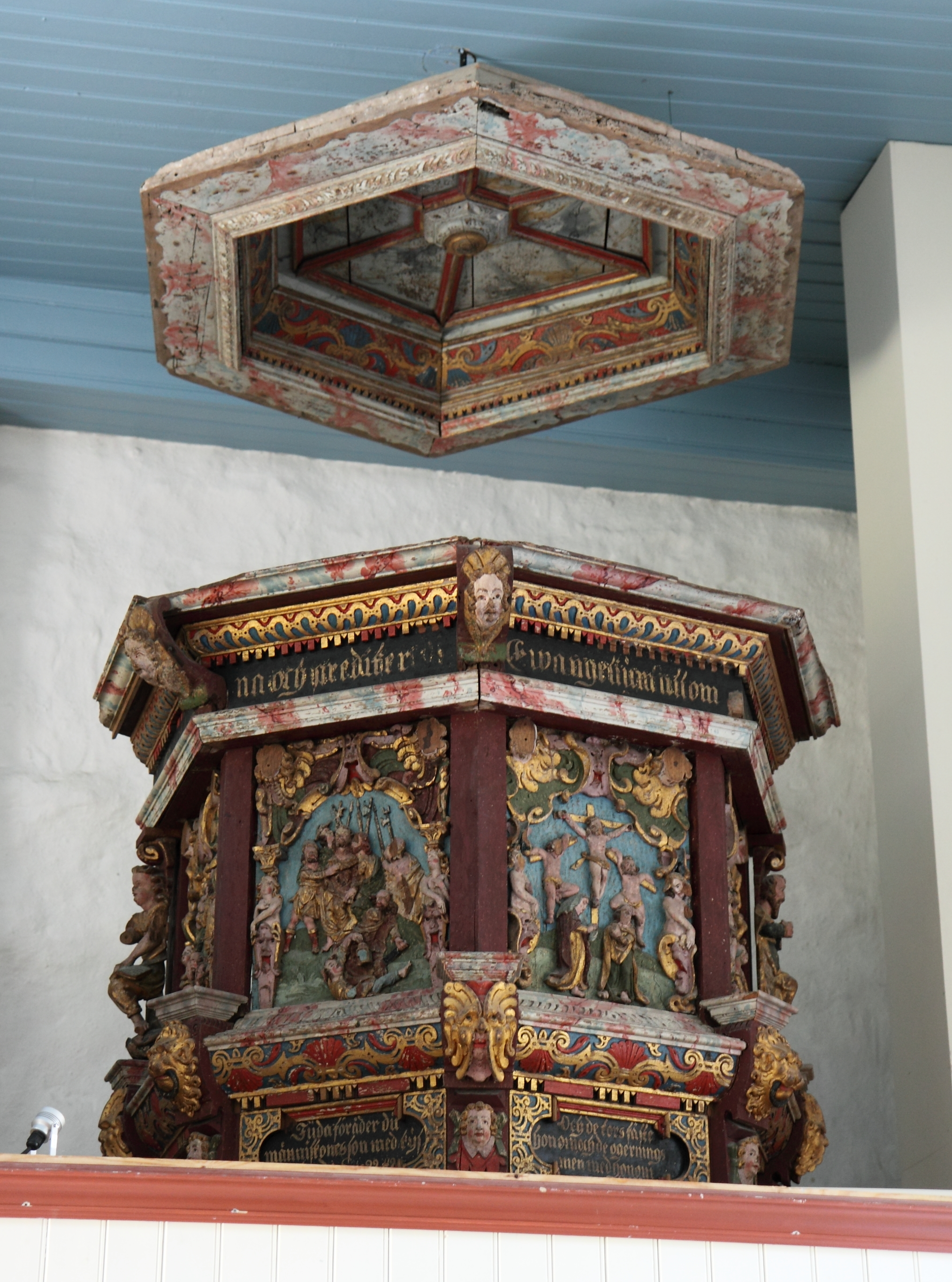
Äldre predikstol i vapenhuset
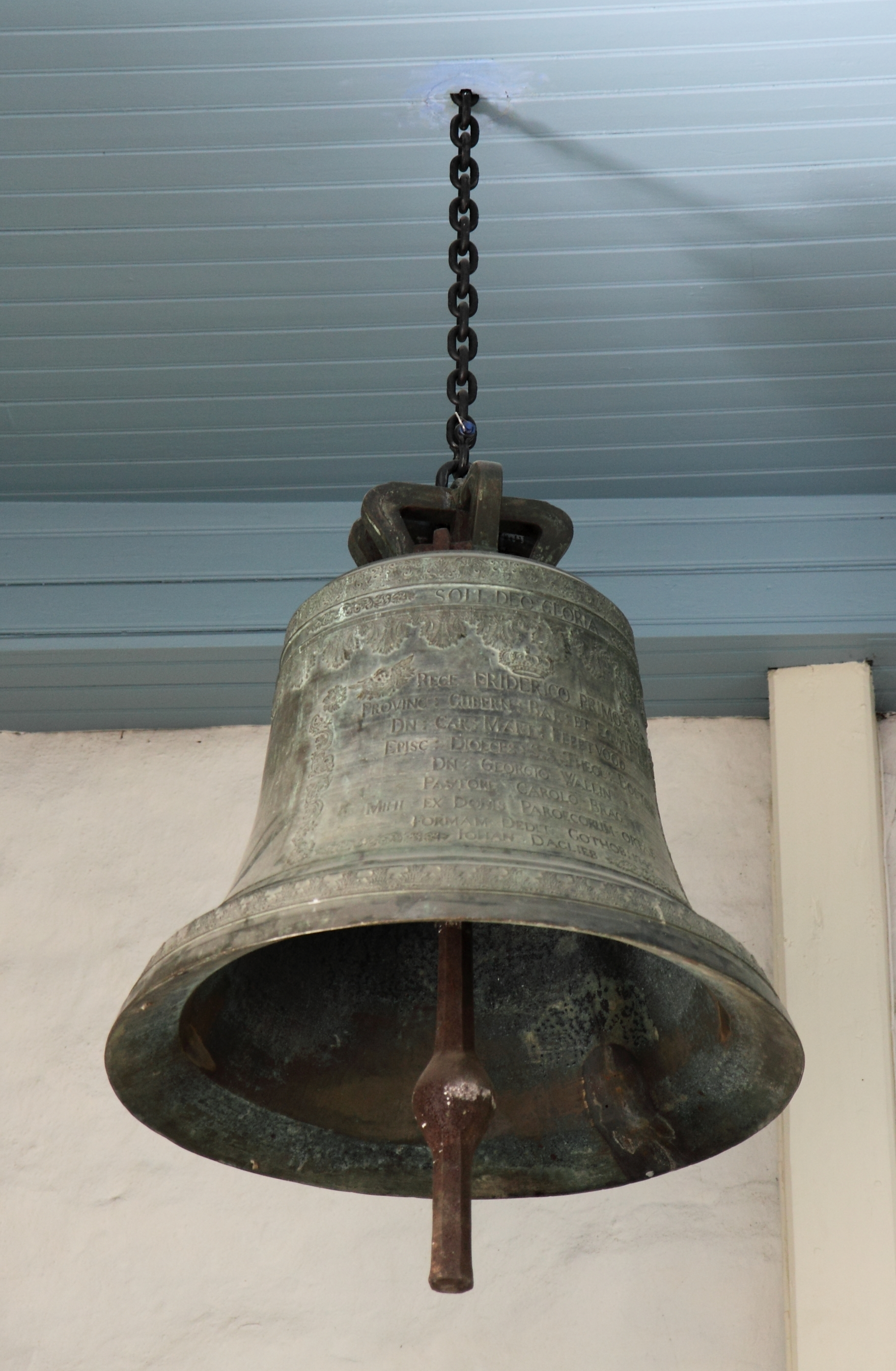
Den spruckna lillklockan, nu i vapenhuset